# 姫島 (長崎県)
姫島（ひめしま）とは、長崎県五島市にある無人島である。以前は300人を越える人が住んでいた。新日本紀行「五島列島」（1967年4月3日放送）では荒廃した姫島の様子が記録されている。